# Protocol Buffers
Protocol Buffers (também conhecido como protobuf) é um método de serialização de dados estruturados. É útil no desenvolvimento de programas que se comunicam uns com os outros ou para armazenar dados. O método envolve uma linguagem de descrição de interface que descreve a estrutura de dados e um programa que gera código-fonte a partir dessa descrição para a geração ou a análise de um fluxo de bytes que representa os dados estruturados.
O Google desenvolveu Protocol Buffers para usar internamente e ofereceu um gerador de código para várias linguagens em uma licença de código aberto.
As metas do design de Protocol Buffers enfatizaram a simplicidade e desempenho. Em particular, ele foi projetado para ser menor e mais rápido do que XML.
Protocol Buffers são amplamente utilizados pelo Google para o armazenamento e intercâmbio de vários tipos de informações estruturadas. O método serve como base para uma chamada de procedimento remoto (RPC) personalizada do sistema que é usado por quase todas as comunicações inter-máquina do Google.
Protocol Buffers são semelhantes ao Apache Thrift (utilizado pelo Facebook) e aos Microsoft Bond protocolos, oferecendo assim uma pilha de protocolos RPC concreta chamada gRPC.
Um desenvolvedor de software define estruturas de dados (chamadas de mensagens) e serviços em um arquivo de definição proto (.proto) e os compila com um programa chamado protoc. Esta compilação gera código que pode ser invocado por um remetente ou destinatário destas estruturas de dados. Por exemplo, exemplo.proto vai produzir exemplo.pb.cc e exemplo.pb.h, que irão implementar classes de C++ para cada mensagem definida em exemplo.proto.
Canonicamente, as mensagens são serializadas em um protocolo binário compacto, com compatibilidade reversa e direta, mas não são auto-descritivas (isto é, não há nenhuma maneira de saber os nomes, significados, ou tipos de dados dos campos de uma mensagem sem uma especificação externa). Não há nenhuma forma predefinida de incluir ou referir-se a essa especificação externa (esquema) dentro de um arquivo de Protocol Buffers. Implementações oficialmente suportadas incluem um formato de serialização em ASCII, mas este formato, embora auto-descritivo, perde o compatibilidade de comportamento reversa e direta, e não é, portanto, uma boa escolha para aplicações e deve ser usada somente para depuração.
Embora o objetivo principal de Protocol Buffers seja facilitar a comunicação em rede, sua simplicidade e velocidade fazem de Protocol Buffers uma alternativa para classes e estruturas em C++ centradas em dados, especialmente onde a interoperabilidade com outras linguagens ou sistemas pode ser necessária no futuro.

## Exemplo
Um esquema para um determinado uso de Protocol Buffers associa tipos de dados com nomes de campo, utilizando números inteiros para identificar cada campo. (os dados do protocolo contém apenas os números, não os nomes de campo, fornecendo economia de largura de banda e armazenamento em comparação com sistemas que incluem os nomes de campos de dados.)
```
//polilinha.proto

syntax
 
=
 
"proto2"
;

message
 
Ponto
 
{

  
required
 
int32
 
x
 
=
 
1
;

  
required
 
int32
 
y
 
=
 
2
;

  
optional
 
string
 
etiqueta
 
=
 
3
;

}

message
 
Linha
 
{

  
required
 
Ponto
 
inicio
 
=
 
1
;

  
required
 
Ponto
 
fim
 
=
 
2
;

  
optional
 
string
 
etiqueta
 
=
 
3
;

}

message
 
Polilinha
 
{

  
repeated
 
Ponto
 
ponto
 
=
 
1
;

  
optional
 
string
 
etiqueta
 
=
 
2
;

}

```

Há três mensagens definidas no exemplo acima. A mensagem "Ponto" define dois campos obrigatórios (required), x e y. O campo etiqueta é opcional (optional). Cada campo tem um número, que é definido após o sinal de igual. Por exemplo, x tem o número 1. Ambas as mensagens "Linha" e "Polilinha" utilizam Ponto, demonstrando como mensagens podem ser compostas em Protobuf. Polilinha tem um campo repetido (repeated), que se comporta como um arranjo.
Este esquema pode, posteriormente, ser compilado para uso por uma ou mais linguagens de programação. O Google fornece um compilador chamado protoc que pode produzir C++, Java ou Python. Outros compiladores do esquema são oferecidos por outras fontes para criar um resultado independente de linguagem para mais de 20 linguagens.
Por exemplo, depois que uma versão em C++ do esquema acima é produzido, o arquivo de código fonte em C++, polyline.cpp, pode utilizar objetos de mensagem da seguinte maneira:
```
// polilinha.cpp

#include
 
"polilinha.pb.h"
  // gerado chamando "protoc polilinha.proto"

Linha
 
*
criarNovaLinha
(
const
 
std
::
string
 
&
nome
)
 
{

  
// criar uma linha de (10, 20) até (30, 40)

  
Linha
 
*
linha
 
=
 
new
 
Linha
;

  
linha
->
mutable_inicio
()
->
set_x
(
10
);

  
linha
->
mutable_inicio
()
->
set_y
(
20
);

  
linha
->
mutable_fim
()
->
set_x
(
30
);

  
linha
->
mutable_fim
()
->
set_y
(
40
);

  
linha
->
set_etiqueta
(
nome
);

  
return
 
linha
;

}

Polilinha
 
*
criarNovaPolilinha
()
 
{

  
// criar polilinha com pontos em (10,10) e (20,20)

  
Polilinha
 
*
polilinha
 
=
 
new
 
Polilinha
;

  
Ponto
 
*
ponto1
 
=
 
polilinha
->
add_ponto
();

  
ponto1
->
set_x
(
10
);

  
ponto1
->
set_y
(
10
);

  
Ponto
 
*
ponto2
 
=
 
polilinha
->
add_ponto
();

  
ponto2
->
set_x
(
20
);

  
ponto2
->
set_y
(
20
);

  
return
 
polilinha
;

}

```

## Suporte de linguagens
A versão proto2 fornece um gerador de código para C++, Java, C#, e Python. Implementações de terceiros também estão disponíveis para JavaScript.
A versão proto3 fornece um gerador de código para C++, Java (incluindo JavaNano, um dialeto destinado a ambientes com recursos limitados), Python, Go, Ruby, Objective-C e C#. Desde 3.0.0 Beta 2 também há suporte para JavaScript. Implementações de terceiros também estão disponíveis para Perl, PHP, R, Scala, Swift e Julia.